# NGC 6380
NGC 6380 is een bolvormige sterrenhoop in het sterrenbeeld Schorpioen. Het hemelobject werd op 29 juni 1834 ontdekt door de Britse astronoom John Herschel.

## Synoniemen
- GCL 68
- ESO 333-SC14